# 胜利街道 (盘锦市)
胜利街道，是中华人民共和国辽宁省盘锦市双台子区下辖的一个乡镇级行政单位。

## 行政区划
胜利街道下辖以下地区：
风华社区、永安社区、旌旗社区、八一社区、团结社区、新兴社区、三千米社区和新风社区。